# ハーバート・ロゼンフェルド
ハーバート・アレクサンダー・ロゼンフェルド（英: Herbert Alexander Rosenfeld、1909年 - 1986年）は、イギリスの医学者、精神科医、精神分析家。
メラニー・クラインに教育分析を受けた、クライン学派の代表的人物である。統合失調症患者に精神分析療法を試み、妄想-分裂ポジションをはじめとする多くの発見に貢献した。また、重症の病理的なパーソナリティ障害の臨床研究に没頭した、ナルシシズムの研究者として知られる。

## ナルシシズムの研究者として
自己愛構造体はクライン学派の精神分析治療における陰性治療反応研究の一つの到達点である。羨望および死の本能への恐れから、防衛として自己愛的な対象関係を発達させた人物は、人格に独立した機能を持つ構造体（自己愛構造体）を発達させる。それは妄想-分裂ポジションにおける迫害不安と、抑うつポジションにおける抑うつ不安から個体を守るが、成熟した大人としてはあまりに自己愛的な対象関係を構築する。その構造体は健康な自己を支配し、抑うつポジションへの移行を妨げる。ジョン・シュタイナーはこれらを病理構造体（病理的組織化）と呼び、より広い枠組みの患者に見られる第三のポジションとして定式化した。

## 関連人物
- メラニー・クライン
- ウィルフレッド・ビオン